# Tawa
Tawa ("Sluneční Bůh" v mytologii Pueblů) byl asi 2 až 2,5 metru dlouhý a kolem 3,2 nebo až 15 kilogramů vážící teropodní dinosaurus, žijící na území dnešního Nového Mexika v USA (lokalita Ghost Ranch) v období svrchního triasu (asi před 215 až 213 miliony let). Byly objeveny dvě téměř kompletní kostry a části šesti dalších jedinců. Typový druh T. hallae byl objeven v roce 2004 a popsán paleontologem Sterlingem J. Nesbittem a jeho kolegy v prosinci roku 2009.

## Význam objevu
Tawa vykazuje jak archaické anatomické znaky herrerasaurů, tak i vývojově odvozenější znaky pokročilejších teropodů. Je důkazem toho, že starší rody jako Herrerasaurus byly již pravými teropody a také dokládá, že dinosauři vznikli na území dnešní Jižní Ameriky a postupně se již diverzifikováni rozšířili po světě. Tawa je zřejmě sesterským taxonem skupiny Neotheropoda.